# Bellator MMA
Bellator MMA (tidligere Bellator Fighting Championships) var en amerikansk organisation som arrangerede MMA-stævner. Bellator var baseret i Californien i USA og blev grundlagt i 2008 af Bjorn Rebney. Det var i en periode den næststørste MMA-organisation efter Ultimate Fighting Championship og indeholdte mange af de størst rangerede kæmpere indefor kampsport. Ordet Bellator betyder 'kriger' på latin. Første stævne var i 2009 og organisationen havde afholdt 313 stævner da de lukkede.
Firmæt besidder bemærkelsesværdige talenter som Gegard Mousasi, Paul Daley, Michael Chandler, Lyoto Machida, Rory MacDonald, Ryan Bader, Chael Sonnen, Muhammed Lawal, Jon Fitch, Quinton Jackson, Michael Page, Jake Hager, Fedor Emelianenko, Frank Mir, Roy Nelson, Matt Mitrione og Patrício Freire, blandt mange andre.
Danske Mikkel Parlo (en) og Mads Burnell har tidligere kæmpet i organisationen.
I november 2023 blev Bellator MMA købt af Professional Fighters League (PFL), en anden MMA-organisation. I Januar 2025 blev det udmeldt, at PFL ikke længere ville promovere Bellator stævner, og alle stævner ville være under PFL-banneret fremover.

## Vægtklasser
Følgende vægklasser, fremtrådte i organisation: 
- Bantamvægt: 58 - 61 kg
- Fjervægt: 62 – 66 kg
- Letvægt: 67 – 70 kg
- Weltervægt: 71 – 77 kg
- Mellemvægt: 78 – 84 kg
- Letsværvægt: 85 – 93 kg
- Sværvægt: 94 – 120 kg